# Fernand de Montigny
Fernand Alphonse Marie Frédéric de Montigny (Amberes, 5 de enero de 1885-Amberes, 2 de enero de 1974) fue un deportista belga que compitió en esgrima y en hockey sobre hierba.
Participó en cuatro Juegos Olímpicos de Verano entre los años 1908 y 1924, obteniendo en total seis medallas: un oro, tres platas y un bronce en esgrima y un bronce en hockey sobre hierba. Ganó una medalla de plata en el Campeonato Mundial de Esgrima de 1926.

## Palmarés internacional
| Juegos Olímpicos   | Juegos Olímpicos      | Juegos Olímpicos  | Juegos Olímpicos    |
| Año                | Lugar                 | Medalla           | Prueba              |
| ------------------ | --------------------- | ----------------- | ------------------- |
| 1908               | Londres (Reino Unido) | Medalla de bronce | Espada por equipos  |
| 1912               | Estocolmo (Suecia)    | Medalla de oro    | Espada por equipos  |
| 1920               | Amberes (Bélgica)     | Medalla de plata  | Espada por equipos  |
| 1924               | París (Francia)       | Medalla de plata  | Florete por equipos |
| 1924               | París (Francia)       | Medalla de plata  | Espada por equipos  |
| Campeonato Mundial |                       |                   |                     |
| Año                | Lugar                 | Medalla           | Prueba              |
| 1926               | Ostende (Bélgica)     | Medalla de plata  | Espada individual   |

| Juegos Olímpicos | Juegos Olímpicos  | Juegos Olímpicos  | Juegos Olímpicos |
| Año              | Lugar             | Medalla           | Competición      |
| ---------------- | ----------------- | ----------------- | ---------------- |
| 1920             | Amberes (Bélgica) | Medalla de bronce | Equipo           |